# Vuelta a Costa Rica 2016
La 52.ª edición de la competición ciclista Vuelta a Costa Rica se disputó entre el 13 y el 25 de diciembre de 2016. Su recorrido abarcó 12 etapas, con un total de 1649,21 km. La carrera forma parte de la temporada UCI America Tour 2017 y se corrió luego del Gran Premio de Costa Rica que se realizó el 11 de diciembre de 2016.

## Equipos participantes
| Equipos Locales                                           |
| --------------------------------------------------------- |
| NESTLE - GIANT                                            |
| SCOTT- TELE UNO- BCT                                      |
| FRIJOLES LOS TIERNITICOS - ARROZ HALCÓN- SPECIALIZED      |
| EQUIPO EL COLONO                                          |
| CANET- MULTIPLES CORELLA                                  |
| TEAM COSTA FRUT                                           |
| CICLO PIGO PEREZ- CCDR CARTAGO- LUFESE- AUTO PARTES MAFRA |
| CICLO COREA BIKE                                          |
| PARABRISAS MORALES - RESPUESTOS 2M                        |

| Equipos extranjeros         |
| --------------------------- |
| Canel's-Specialized         |
| Strongman-Campagnolo        |
| Selección Nacional De Rusia |
| Arbo Cliff Denzel           |
| Selección de Cuba           |
| QUEBEXICO                   |

### Etapas
Las etapas oficiales son las siguientes: 
| Etapa      | Fecha     | Recorrido                            | type                    | Distancia (km) | Ganador               | Líder         |
| ---------- | --------- | ------------------------------------ | ----------------------- | -------------- | --------------------- | ------------- |
| 1.ª etapa  | 13 de dic | Alajuela – Nicoya                    | etapa llana             | 190            | Daniel Jara           | Daniel Jara   |
| 2.ª etapa  | 14 de dic | Nicoya – Cañas                       | etapa llana             | 176            | Efrén Santos          | Daniel Jara   |
| 3.ª etapa  | 15 de dic | Cañas – Quesada                      | etapa escarpada         | 193            | César Rojas           | Daniel Jara   |
| 4.ª etapa  | 16 de dic | Quesada – Guápiles                   | etapa llana             | 114,84         | Brian Salas           | Daniel Jara   |
| 5.ª etapa  | 17 de dic | Guápiles – Tucurrique                | etapa de media montaña  | 131,22         | Román Villalobos      | Pablo Mudarra |
| 6.ª etapa  | 18 de dic | Orosi – Paraíso                      | contrarreloj individual | 19,64          | Román Villalobos      | Pablo Mudarra |
| 7.ª etapa  | 20 de dic | Alajuela – Grecia                    | etapa de media montaña  | 176,19         | Juan Carlos Rojas     | César Rojas   |
| 8.ª etapa  | 21 de dic | San José – San Isidro de El General  | etapa de montaña        | 126,83         | Elías Vega            | César Rojas   |
| 9.ª etapa  | 22 de dic | Dominical – Golfito                  | etapa llana             | 145            | Víctor García Estévez | César Rojas   |
| 10.ª etapa | 23 de dic | Río Claro – San Isidro de El General | etapa de montaña        | 154            | Carlos Becerra        | César Rojas   |
| 11.ª etapa | 24 de dic | Rivas – Cot                          | etapa de montaña        | 122,96         | Juan Carlos Rojas     | César Rojas   |
| 12.ª etapa | 25 de dic | Heredia – Heredia                    | etapa llana             | 99,53          | Jonathan Caicedo      | César Rojas   |

## Clasificaciones
Las clasificaciones finalizaron de la siguiente forma:

### Clasificación general
| \| Clasificación general \| Clasificación general \| Clasificación general \| Clasificación general \| Clasificación general \| \| Ciclista \| Ciclista \| Equipo \| Tiempo \| \| \| --------------------- \| --------------------- \| ------------------------------------- \| --------------------- \| --------------------- \| \| 1.º \| César Rojas \| Frijoles Los Tierniticos-Arroz Halcón \| 42 h 09 min 11 s \| \| \| 2.º \| Juan Carlos Rojas \| Frijoles Los Tierniticos-Arroz Halcón \| + 37 s \| \| \| 3.º \| Román Villalobos \| Canel's-Specialized \| + 5 min 11 s \| \| \| 4.º \| Joseph Chavarría \| Nestlé-Giant \| + 11 min 02 s \| \| \| 5.º \| Leandro Varela \| Frijoles Los Tierniticos-Arroz Halcón \| + 15 min 49 s \| \| \| 6.º \| Vladimir Fernández \| Scott-TeleUno-BCT \| + 16 min 28 s \| \| \| 7.º \| Víctor García Estévez \| Canel's-Specialized \| + 20 min 19 s \| \| \| 8.º \| Brian Salas \| Scott-TeleUno-BCT \| + 21 min 42 s \| \| \| 9.º \| Nicolás Paredes \| Strongman-Campagnolo-Wilier \| + 22 min 23 s \| \| \| 10.º \| José Varela \| Canet-Múltiples Corella \| + 25 min 49 s \| \| |                       |                                       |                  |
| |                       |                                       |                  |
| |                       |                                       |                  |
| Clasificación general |                       |                                       |                  |
| Ciclista | Ciclista              | Equipo                                | Tiempo           |
| 1.º | César Rojas           | Frijoles Los Tierniticos-Arroz Halcón | 42 h 09 min 11 s |
| 2.º | Juan Carlos Rojas     | Frijoles Los Tierniticos-Arroz Halcón | + 37 s           |
| 3.º | Román Villalobos      | Canel's-Specialized                   | + 5 min 11 s     |
| 4.º | Joseph Chavarría      | Nestlé-Giant                          | + 11 min 02 s    |
| 5.º | Leandro Varela        | Frijoles Los Tierniticos-Arroz Halcón | + 15 min 49 s    |
| 6.º | Vladimir Fernández    | Scott-TeleUno-BCT                     | + 16 min 28 s    |
| 7.º | Víctor García Estévez | Canel's-Specialized                   | + 20 min 19 s    |
| 8.º | Brian Salas           | Scott-TeleUno-BCT                     | + 21 min 42 s    |
| 9.º | Nicolás Paredes       | Strongman-Campagnolo-Wilier           | + 22 min 23 s    |
| 10.º | José Varela           | Canet-Múltiples Corella               | + 25 min 49 s    |

### Clasificación por puntos
| Clasificación por puntos | Clasificación por puntos | Clasificación por puntos              | Clasificación por puntos | Clasificación por puntos |
| Ciclista                 | Ciclista                 | Equipo                                | Puntos                   |                          |
| ------------------------ | ------------------------ | ------------------------------------- | ------------------------ | ------------------------ |
| 1.º                      | Román Villalobos         | Canel's-Specialized                   | 124 pts                  |                          |
| 2.º                      | Joseph Chavarría         | Nestlé-Giant                          | 115 pts                  |                          |
| 3.º                      | César Rojas              | Frijoles Los Tierniticos-Arroz Halcón | 114 pts                  |                          |

### Clasificación de la montaña
| Clasificación de la montaña | Clasificación de la montaña | Clasificación de la montaña           | Clasificación de la montaña | Clasificación de la montaña |
| Ciclista                    | Ciclista                    | Equipo                                | Puntos                      |                             |
| --------------------------- | --------------------------- | ------------------------------------- | --------------------------- | --------------------------- |
| 1.º                         | Román Villalobos            | Canel's-Specialized                   | 64 pts                      |                             |
| 2.º                         | César Rojas                 | Frijoles Los Tierniticos-Arroz Halcón | 61 pts                      |                             |
| 3.º                         | Juan Carlos Rojas           | Frijoles Los Tierniticos-Arroz Halcón | 57 pts                      |                             |

### Clasificación de las metas volantes
| Clasificación de las metas volantes | Clasificación de las metas volantes | Clasificación de las metas volantes                  | Clasificación de las metas volantes | Clasificación de las metas volantes |
| Ciclista                            | Ciclista                            | Equipo                                               | Puntos                              |                                     |
| ----------------------------------- | ----------------------------------- | ---------------------------------------------------- | ----------------------------------- | ----------------------------------- |
| 1.º                                 | José Vega                           | Nestlé-Giant                                         | 37 pts                              |                                     |
| 2.º                                 | Eddier Godínez                      | Ciclo Pigo Pérez-CCDR Cartago-LUFESE-Autopartes MAFR | 30 pts                              |                                     |
| 3.º                                 | Josué Alpízar                       | Scott-TeleUno-BCT                                    | 21 pts                              |                                     |

### Clasificación sub-23
| Clasificación sub-23 | Clasificación sub-23 | Clasificación sub-23                  | Clasificación sub-23 | Clasificación sub-23 |
| Ciclista             | Ciclista             | Equipo                                | Tiempo               |                      |
| -------------------- | -------------------- | ------------------------------------- | -------------------- | -------------------- |
| 1.º                  | Leandro Varela       | Frijoles Los Tierniticos-Arroz Halcón | 42 h 25 min 00 s     |                      |
| 2.º                  | Kristopher Vega      | Scott-TeleUno-BCT                     | + 59 min 54 s        |                      |
| 3.º                  | José Rodríguez       | Frijoles Los Tierniticos-Arroz Halcón | + 1 h 13 min 02 s    |                      |

### Clasificación por equipos
| Clasificación por equipos | Clasificación por equipos             | Clasificación por equipos | Clasificación por equipos |
| Equipo                    | Equipo                                | Tiempo                    |                           |
| ------------------------- | ------------------------------------- | ------------------------- | ------------------------- |
| 1.º                       | Frijoles Los Tierniticos-Arroz Halcón | 126 h 30 min 49 s         |                           |
| 2.º                       | Canel's-Specialized                   | + 15 min 43 s             |                           |
| 3.º                       | Strongman-Campagnolo-Wilier           | + 1 h 25 min 13 s         |                           |
| 4.º                       | Nestlé-Giant                          | + 1 h 41 min 31 s         |                           |
| 5.º                       | Scott-TeleUno-BCT                     | + 1 h 43 min 37 s         |                           |